# 王定烈
王定烈（1918年—2014年11月18日），四川省宣汉县人，中华人民共和国軍事、政治人物。

## 生平
1933年加入中国工农红军，参加了长征。1935年入中国共产主义青年团，1936年入中國共產黨。抗日战争时期，任八路军115师东进抗日挺进纵队第5支队骑兵连政委，教导第3旅7团营长，冀鲁豫军区昆张支队副支队长，第8军分区8团副团长。第二次国共内战期间，任中原军区第1纵队2旅4团团长，江汉军区独立第1旅、独立第2旅旅长，湖北恩施军分区司令员。
中华人民共和国成立后，他历任空军航空兵23师、18师师长，参加朝鲜战争。回国后，担任中南军区空军广州指挥所司令员，广州军区空军副参谋长、参谋长，第十五航空学校校长、广州军区空军汕头指挥所主任、广州军区空军副司令员、济南军区空军副司令员、空军参谋长等职。1961年，授少将军衔，曾荣获三级八一勋章、二级独立自由勋章、二级解放勋章和一级红星功勋荣誉章。
為中共十大代表，第五、第六届全国人大代表。
2014年在北京去世，享年96歲。